# Ciganos no Brasil
Os ciganos no Brasil, conhecidos também como boêmios e quicos em Minas Gerais e São Paulo, provém, principalmente, dos grupos calés ibéricos (ciganos portugueses e ciganos espanhóis), também conhecidos como gitanos.
A estimativa brasileira para o número de ciganos no país era de 800 000 pessoas (0,41% da população brasileira) em 2011 e há preocupações no Brasil sobre a falta de políticas públicas dirigidas a este segmento da população. O censo de 2010 do Instituto Brasileiro de Geografia e Estatísticas encontrou acampamentos ciganos em 291 dos 5 565 municípios existentes no país.
Washington Luís foi o primeiro presidente de origem cigana. Era descendente de ciganos oriundos de Portugal.
Juscelino Kubitschek teria sido o segundo presidente de origem cigana em todo o mundo. O imigrante da atual Chéquia Jan Nepomuscky Kubitschek (Kubíček, na grafia tcheca), descendente de ciganos foi o bisavô materno de Juscelino. Primeiro Kubitschek de Diamantina, chegou à cidade em 1830, sendo apelidado de "João Alemão", por seus olhos azuis, cabelos ruivos e sotaque forte. No entanto, a família Kubitschek nunca se pronunciou sobre eventual ascendência de ciganos, JK pouco fez pelo povo cigano e nunca afirmou publicamente ser de ascendência cigana.

## História

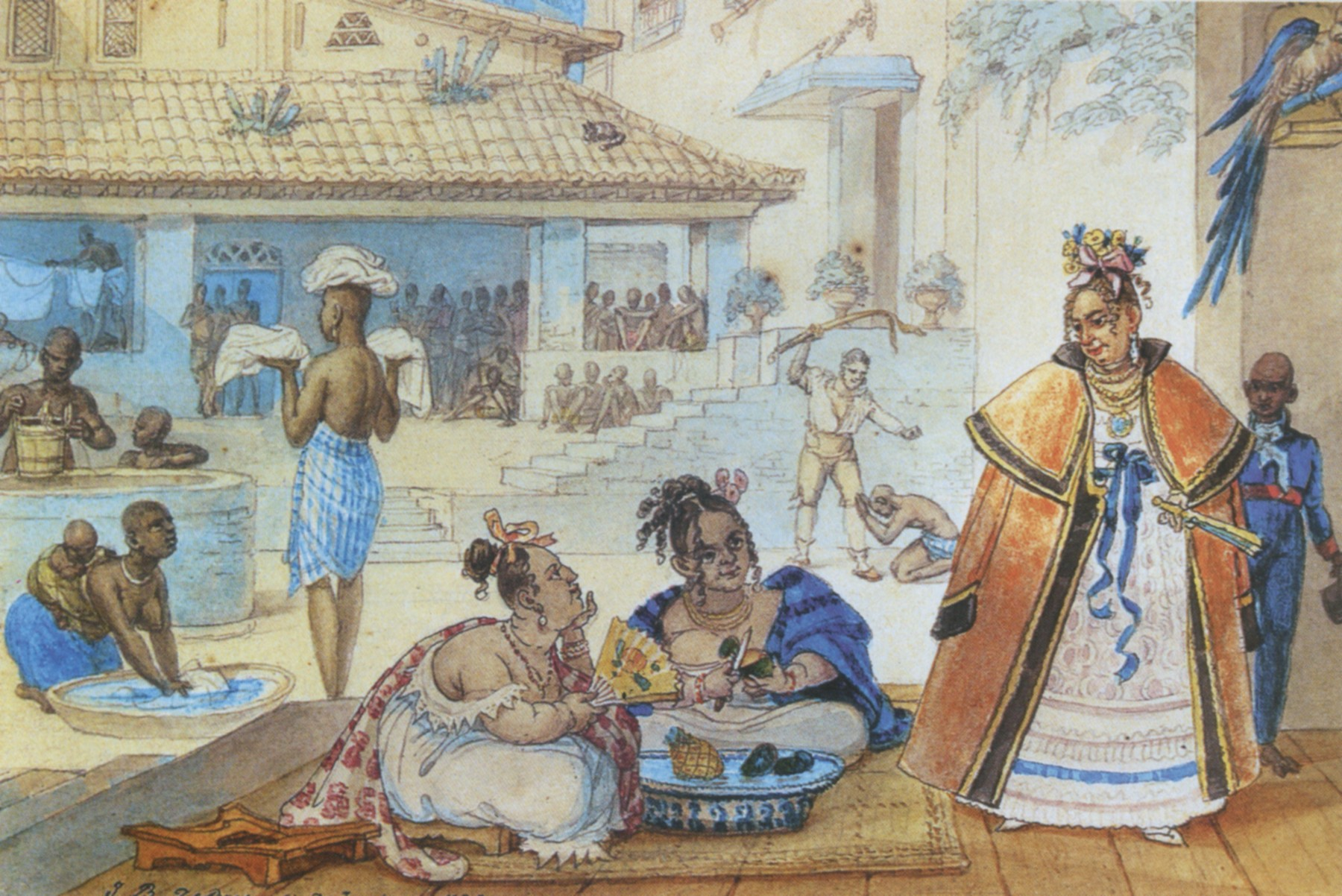
O quadro de Debret, Interior de casa cigana (c. 1820). A obra retrata a relação entre ciganos e escravos no Brasil colonial.

Os ciganos são uma etnia minoritária de Portugal que se fez presente no Brasil desde os tempos coloniais. Desde o século XVI muitos ciganos foram degredados para o Brasil. Inicialmente, pessoas de etnia cigana foram degredadas ao Brasil por crimes que cometiam em Portugal, sobretudo furto. Mais tarde, eles passaram a ser mandados para o Brasil pelo simples fato de serem dessa etnia. Os ciganos eram indesejáveis em Portugal, e a Coroa os degredava para a colônia para diminuir sua presença indesejável na Metrópole e transferir seu problema de integração para lá. Em 1755, o grande número de ciganos em Salvador já preocupava e causava incômodo nos oficiais da Câmara. Embora muitos defendessem a expulsão dessas pessoas da região, a decisão tomada foi de “separar de tal forma as famílias de ciganos, que não pudessem mais produzir uma geração inútil, mal educada e perniciosíssima”, nas palavras do procurador da Fazenda de Salvador à época. A intenção era de separar os jovens dos adultos e mandar os de pouca idade para regiões afastadas, onde pudessem contrair matrimônios mistos. Os ciganos já casados deveriam ser mandados para Angola.
Os ciganos costumavam se concentrar em “ranchos”, e a política da época consistia em tentar dispersá-los. No século XVIII, havia ciganos espalhados por todo o Brasil. Em todos os lugares eram frequentemente acusados dos mesmos crimes: roubo de cavalos e de escravos. Quanto às mulheres, surgem na documentação da Inquisição sobretudo como adivinhadoras. Tendiam a contrair matrimônio somente com outros ciganos e com parentes colaterais, raramente tendo filhos ilegítimos, naturais ou adulterinos. Muitos ciganos trabalhavam como vendedores, outros eram senhores de escravos ou se ocupavam no tráfico de escravos.